# Återkomsten (roman av Michael Connelly)
Återkomsten (engelska: Trunk Music) är en kriminalroman av Michael Connelly. 1997 utkom boken på originalspråket och en svensk översättning gavs ut 2002. 

## Handling
Harry Bosch är efter disciplinär avstängning tillbaka på Hollywoods mordrotel. Hans första fall blir att tillsammans med sina kollegor Kizmin Rider och Jerry Edgar lösa ett uppkommet mord på en Hollywood-producent. Ett mord som vid första anblicken ser ut att vara förhållandevis enkelt, men som efterhand visar sig vara mer komplicerat än vad Harry någonsin kunnat föreställa sig.